# Friedrich Freksa
Friedrich Freksa; eigentlich Kurt Franz Georg Friedrich (* 11. April 1882 in Wilmersdorf bei Berlin; † 18. Juli 1955 in Berlin) war ein deutscher Autor und Herausgeber.

## Leben
Freksa wurde als Kind des Fabrikanten und Kaufmanns Georg Friedrich und seiner Frau Klara, die später Selbstmord beging, in Berlin-Wilmersdorf geboren. Er schrieb Dramen, Lyrik, Romane, Kriminalromane, Filmdrehbücher, Hörspiele und Artikel in Zeitschriften. Der Sohn eines Großkaufmanns studierte in Berlin, Paris und München. Er bereiste zahlreiche Länder Europas, lebte zeitweise als freier Schriftsteller in München und Tübingen, später wieder in Berlin und war befreundet mit Hanns Heinz Ewers. Er war seit 1907 mit der Lyrikerin Margarete Beutler verheiratet, von der er zu dieser Zeit bereits einen 1906 geborenen Sohn hatte (Hans Florian, später Direktor des Max-Planck-Instituts für Virenforschung in Tübingen). Das gewaltige Vermögen, das er nach dem Tod seines Vaters 1913 erbte, brachte er innerhalb eines Jahres durch Spekulationen und aufwendigen Lebensstil durch. Er war kurz Kriegsteilnehmer im Ersten Weltkrieg und trennte sich 1925 von seiner Frau (die Ehe wurde aber erst 1939 geschieden). 1924 veröffentlichte er unter dem Titel Kapitän Ehrhardt. Abenteuer und Schicksale eine Biographie über Hermann Ehrhardt, den Führer der rechtsterroristischen und antisemitischen Marine-Brigade Ehrhardt.
1907 hatte Freksa seinen ersten großen Bühnenerfolg mit der Aufführung des Stückes Ninon de l'Enclos im Residenz-Theater in München. Die 1909 unter der Regie von Max Reinhardt uraufgeführte Pantomime Sumurun wurde 1920 von Ernst Lubitsch verfilmt. Freksas erster Roman Phosphor (1911) schildert satirisch, wie ein Spießbürger sich durch einen Sturz auf den Kopf in einen Lebemann und Schwerenöter (und wieder zurück) verwandelt. 1919/20 war Freksa Mitherausgeber der satirischen Zeitschrift Phosphor. Umstritten war sein 1931 erschienenes Buch Druso, oder Die gestohlene Menschenwelt, in dem die Versklavung der Menschheit durch insektenähnliche Außerirdische geschildert wurde. 1934 erschien Druso auch in dem amerikanischen Magazin Wonder Stories.

## Name
Freksas Geburtsname war Kurt Franz Georg Friedrich. Nach der Heirat mit Margarete Beutler nannte er sich kurzzeitig Friedrich-Freksa. Der Grund für die Ankopplung des Namens Freksa ist unklar. Bis zu seinem Tod publizierte er dann als Friedrich Freksa. Der gemeinsame Sohn hieß Hans Florian Friedrich-Freksa, wobei der Name zunächst nicht amtlich war. Der Vater hatte wenige Wochen vor seinem Tod die Namensform Friedrich-Freksa offiziell gemacht, Hans Florian und seine Familie übernahmen diese 1967 als legalen Namen.

## Werk
- Ninon de l'Enclos. Ein Spiel aus dem Barock. Georg Müller, München 1907.
- Das Königreich Epirus. Komödie in fünf Akten. Georg Müller, München 1908.
- Epigramme des Clement Marot, hrsg. von Friedrich Freksa, übersetzt von Margarete Beutler. Georg Müller, München, München 1908.
- Josef Ruederer und das Wolkenkuckucksheim. Eine Streitschrift. Georg Müller, München u. Leipzig 1908.
- Die Fackel des Eros. Ein Dramenzyklus. Reiss, Berlin 1909.
- Der fette Caesar. Eine Tragikomödie. Reiss, Berlin 1911.
- Das Buch Phosphor. Mit Tafeln von Emil Preetorius. Georg Müller, München 1911.
- Phosphor. Roman. Mit 25 Zeichnungen von Emil Preetorius. Georg Müller, München 1912.
- Histörchen. Georg Müller, München 1912.
- Erwin Bernsteins theatralische Sendung. Ein Berliner Theaterroman. In zwei Bänden. Georg Müller, München, Leipzig 1913.
- Hinter der Rampe. Theaterglossen. Georg Müller, München 1913.
- Gottes Wiederkehr. Roman. 1. Teil: Brand. Fleischl, Berlin 1916.
- Das Urteil des Seleukos. Ein Märchen aus der Griechenzeit. Dramatisches Gedicht in 3 Akten. Liecke, München 1917.
- Freiheit. Ullstein, Berlin 1919.
- Notwende. Novellen. Georg Müller, München 1919.
- Ausschweifungen. Der Histörchen zweiter Teil. Einbandzeichnung von Emil Praetorius. Georg Müller, München 1919.
- Das Land der Normalmenschen Kurzgeschichte in: Bücherei der Münchner Jugend – Band 3 „Phantastische Geschichten“. München 1919.
- Der Wanderer ins Nichts. Roman. Georg Müller, München, 1920. 365 S.
- Gegen die Kautsky Mache – Menschliche Rechtfertigung Wilhelms II. Nach seinen Randbemerkungen in den Akten des Auswärtigen Amtes. Rösl, München 1920.
- Tyll Ulenspiegel von Charles de Coster. Neu bearbeitet und hrsg. von Friedrich Freksa. Mit 10 handkolorierten Bildern von Ludwig Bock. Rösl, München 1920.
- Praschnas Geheimnis. Kriminalroman. Rösl, München 1920.
- Caesars Stunde. Ein weltlich Spiel. Georg Müller, Müller 1921.
- Phosphor. Roman. Thespis, Berlin 1921.
- Das Geheimnis des Inders Praschna. Roman. Ernst Keils Nachfolger (August Scherl), Leipzig 1923.
- Li Tai Po. Ein Gedicht. Mit zehn Radierungen und elf Zeichnungen von Richard von Below. Georg Müller, München 1923.
- Kapitän Ehrhardt Abenteuer und Schicksale. Scherl, Berlin 1924.
- Der rote Föhn. Roman. Grethlein, Leipzig, Zürich 1925
- Putsch auf Ithaka. Roman. Reclam, Leipzig 1926.
- Das wehrhafte Fräulein. Kleiner Erzählband mit 12 Erzählungen, darunter u. a. Der Besuch in Potsdam, Das Gastmahl der Frau von Fleury, Der Gefangene von Pharmacusa, Hannibals Abschied von Italien, Das Haus des Bischofs, Truelsens Övelgönne, Frau Dorlebusch u. a. Georg Müller, München 1927.
- Ein Mädchen reist ins Glück. Sieben-Stäbe-Verl., Berlin-Zehlendorf 1927.
- Verschwende und Gewinne. Brunnen-Verl. Karl Winckler, Berlin 1928.
- Der Husar vom Rheinsberg. Velhagen & Klasing, Bielefeld u. Leipzig 1930
- Kaufmannskinder, Roman aus der Wende Berliner Bürgertums 1895–1925. Sieben-Stäbe-Verl., Berlin 1930.
- Der Kriegskommissar des Königs. Roman. Scherl, Berlin 1931.
- Druso oder: Die gestohlene Menschenwelt. Roman. Reckendorf, Berlin 1931.
- Garibaldi, das Schwert Italiens. Kyffhäuser-Verlag, Berlin 1940.
- Ohm Krüger. Sein Leben – ein Kampf gegen England. Brunnen-Verlag, Berlin 1941.
- Von gestern – bis morgen. Werner, Berlin-Wilmersdorf 1942.
- Obrist Lumpus. Hesperus, Nürnberg 1944.
- Berliner Reiseerlebnis. 1919, in: Robert N. Bloch: Jenseits der Träume. Seltsame Geschichten vom Anfang des Jahrhunderts, Frankfurt a. M. (suhrkamp taschenbuch 1595) 1990, S. 97–110.